# 朱家相 (嘉靖進士)
朱家相（1509年—1551年），字伯鄰，號南川子，河南開封府歸德州民籍，直隸太倉州人，明朝政治人物。

## 生平
嘉靖七年（1528年）戊子科河南鄉試第七十九名舉人。嘉靖十七年（1538年）中式戊戌科會試第二百九十九名，登第三甲第九十三名進士。初授大名府推官，二十二年升任工部都水司主事，管理清江船厂，著有《增修清江漕船志》，累升兵部车驾司郎中，嘉靖三十年因病呕血而亡，享年四十三。

## 家族
曾祖朱純；祖父朱洪；父朱壽，母錢氏。慈侍下。兄朱卿。弟朱宰。